# Travenské jezero

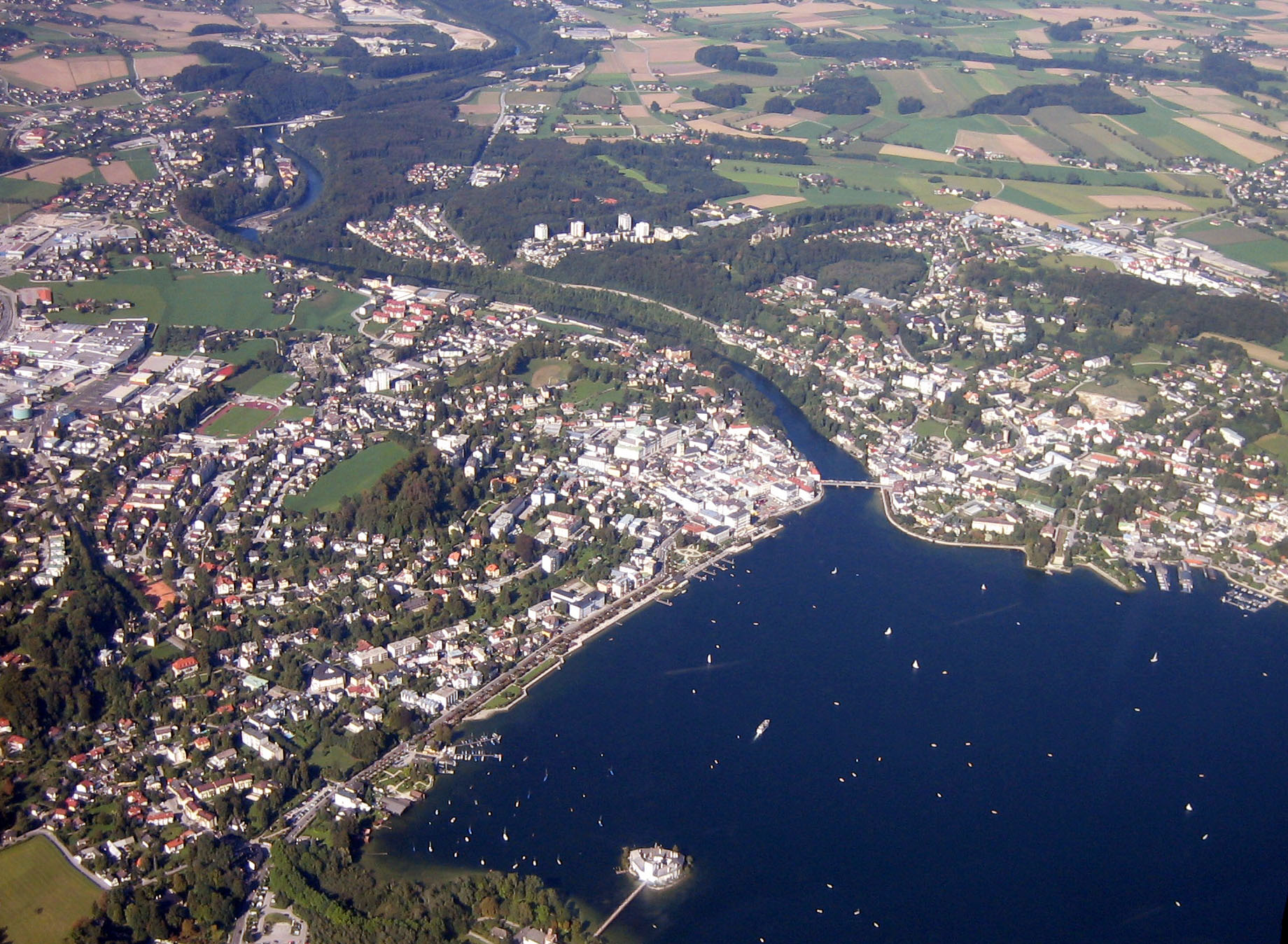
Letecký pohled na Traunsee a Gmunden

Travenské jezero (německy Traunsee) je jezero v Solné komoře v Horních Rakousích. Jeho plocha, která činí přibližně 24,5 km², a maximální hloubka 191 metrů z něj činí nejhlubší a objemově největší jezero nacházející se celé na rakouském území; hlubší a větší je pouze Bodamské jezero na hranicích Německa a Švýcarska. Leží na řece Traun, položené mezi skalnatým masivem Traunstein a vápencovým pohořím Höllengebirge. 
Je oblíbeným turistickým cílem. Centrem turistiky je město Gmunden, ležící na severním konci jezera; mezi jeho zajímavosti patří středověký zámek Ort, který je na ostrově jezera. Na jihu leží městys Ebensee. 

## Historie
Římané Traunsee nazvali „šťastným jezerem“ (Lacus Felix). Poprvé se název „Trunseo“ objevil v dokumentech v roce 909. Od 14. století do roku 1850 byl Gmunden a Traunsee hospodářským střediskem Solné komory. Dnes jsou to především vyhledávané klimatické lázně. Oblast Travenského jezera je již od pradávna známa především díky již několik set let trvající výrobě keramiky.
Dne 8. května 1945 spadlo do jezera letadlo typu P-47 Thunderbolt. Byla to poslední ztráta letounu USAF během války v Evropě. Přes 50 let byl nezvěstný a teprve v roce 2005 byl opět nalezen skrytý ve vodách Traunsee v asi 70m hloubce. Stroj s názvem „Dottie Mae“ byl podroben ve Spojených státech rozsáhlému zrestaurování.

## Okolí
Východní břeh jezera je velmi málo osídlený a přístupný po silnici jen zhruba do poloviny své délky. Tomuto břehu jezera vévodí vápencový masiv Traunstein – 1691 m, patřící do skupiny pohoří Salzkammergutberge. Na západním břehu Travenského jezera je infrastruktura hustší. Nachází se zde např. obec Altmünster, kemp či přístaviště lodí. Na jihu se jezera se svahy pohoří Salzkammergutberge pomalu prolínají s vyšším pohořím Totes Gebirge.

## Turismus
Turistika v oblasti Travenského jezera ožívá především v letních měsících. Teplota vody v srpnu dosahuje hodnoty kolem 20 °C. Je zde vyhlášená výborná kvalita vody, a tak se zde provozuje mnoho vodních sportů (potápění, vodní lyžování, windsurfing atd.). V létě jezdí po jezeře kolesový parník Gisela a první parník s lopatkovým kolem zvaný Žofie, která vyplula již 15. května 1839. Na jižním okraji jezera vede z části obce Ebensee zvané Oberlangbath lanovka na vrchol Feuerkogel (1592 m) v pohoří Höllengebirge. Jižně od města Gmunden, na severu jezera, leží na malém ostrově zámek Ort přístupný z pevniny po dřevěném mostě.